# 印尼孔教
孔教是印尼官方承認的宗教之一。印尼孔教总会是其重要機構。據印尼宗教部在2018年的估計，印尼全國有71,999名孔教徒，佔全國人口的0,03%。

## 歷史
孔教（儒教）在印尼的传播由来已久。在17世纪荷兰等西方国家入侵印尼之前，儒学便随着华人移民来到了印度尼西亚群岛。最初的儒学传统教育主要透过家庭、庙堂以及宗祠的祭祀仪式和文化教育进行。随着社会分化以及民族意识觉醒，印尼华人开始自觉维护华人文化传统，1900年成立了第一个正式的孔教组织——巴达维亚中华会馆，将孔子的学说统称为“孔教”。中华会馆（THHK）领袖李金福著《华人宗教》一文，肯定宗教是文化的一个组成部分，孔子学说是华人宗教的精髓。
1923年，各地孔教会代表在中爪哇梭罗市举办了第一次全国代表大会，大家一致同意成立孔教总会，设在万隆，后来在1924年正式成立，推选张震益和胡英恭为总会主席和秘书。日本侵占印尼，认为孔教总会反对日本而下令冻结其一切活动。1955年，重新成立了全国性的印尼孔教总会。
1966年苏哈托军事政变上台后，华文教育被禁止，孔教会转入地下和家庭活动。1972年统计，印尼有300万孔教信徒，占印尼华人的大半。1978年，内政部长发布指令，规定只有五种宗教，不包括孔教。1979年1月27日，召开总统内阁会议，坚决决定孔教不是宗教。1990年，内政部长发布了另一项指令，重申印度尼西亚只有五种官方宗教。
1999年瓦希德当上总统后，孔教会才重新合法。2006年，印尼孔教会重新公开活动，印尼身份证上允许将孔教登记为自己的宗教信仰。2006年，苏西洛总统出席春节活动承诺，在进入改革时代后，要根据宪法精神，解决印尼华人身份地位问题，让华族与所有民族享有同等的权利，让孔教同其他宗教享有同等的地位。